# Високоблагороден
Високоблагороден (на немски: Hochwohlgeboren ˌhoːxˌvoːlɡəˈboːɐ̯n̩ – „високо-благо-роден“ или „високо-добре-роден“ или „пре-благо-роден“ или „пре-добре-роден“; на латински: magnificus) е хоноративна (т.е. почетна, вежлива) форма на обръщение (адресив) към членове на благородството (аристокрацията) в някои части на Европа.

## Немски език
Тази форма на обръщение първоначално се използвала във връзка с Фрайхери (Барони), които имали право да предават фамилния си герб по наследство на своите потомци и да притежават поземлен алодиален имот вместо феодален имот. Точното обръщение е Ваше Високоблагородие („Euer Hochwohlgeboren“) – т. е.: Вие, който сте роден благ, драг, изящен. Това е същевременно и правилната форма за обръщение не само към немските Фрайхери, но и към Рицари и Едлери.
Титлата „Високоблагородие“ не трябва да се бърка с „(Ваше) Високородие“ (на немски: „(Euer) Hochgeboren“), която я с по-висок ранг и е предназначена за посредствени графове (непосредствени графове или наричани още имперски графове или райхсграфове имат право да изискват учтивата форма на обръщение: „Ерлаухт“ (на български: „Сиятелство“)) и онези Фреайхери, които произхождат от средновековното старо-благородничество.
Друго почетно обръщение е (Ваше) Благородие (на немски: (Euer) Wohlgeboren), което се класира по-ниско от Високоблагородие и е претендирано от буржоазните знатници.
През 19 век било станало обичайно към академични и други граждански заслужили лица да се обръща с тази титла, напр. Редица писма до Зигмунд Фройд са адресирани до „Високоблагородния проф. д-р Зигмунд Фройд“.
Обикновено се съкращава в кореспонденция като:
- „IIHH“ за семейни двойки,
- „IH“ (= Ihre Hochwohlgeboren / Ваша Високоблагородена) за жени,
- „SH“ (= Seine Hochwohlgeboren / Ваш Високоблагороден) за мъже.

## Нидерландски език
В Холандия Hoogwelgeboren (Високо-благо-роден) се използва за обръщение към барон, рицар или йонкер. Hooggeboren (Високо-роден) се използва за обръщение към херцози, маркграфове, графове или виконти.

## Руски език
В Руската империя към цивилни, военни и съдебни чиновници от VI до VIII клас съгласно Таблицата на ранговете се обръщат с „Ваше високоблагородие“ (на руски: Ваше высокоблагородие). Подобното обръщение „Ваше благородие“ се прилага за чиновници от IX до XIV клас, докато на обръщението „Ваше високородие“ се радват чиновници от V клас. Почетното обръщение се подразбира и от членството в руските рицарски династически ордени.

## Унгарски език
В унгарски еквивалентната дума била „nagyságos“, която буквално е заимствана от съответния термин на латински „magnificus“ (великолепен, пищен, отличаващ се с постъпките си, великодушен, изящен, величествен).

## Шведски език
В Швеция Högvälboren (Високо-благо-роден) се използва за обръщение към барони и графове, Välboren (Благо-роден) се използва за обръщение към нетитулувани благородници.